# Koppe montana
Koppe montana är en spindelart som beskrevs av Christa L. Deeleman-Reinhold 200. Koppe montana ingår i släktet Koppe och familjen flinkspindlar. Inga underarter finns listade i Catalogue of Life.